# 履修証明
履修証明（りしゅうしょうめい、英: Certificate〈サティフィケイト〉）とは、学業の学修水準または職業の技能能力を証明する制度のひとつである。

## アメリカ合衆国
アメリカ合衆国のコミュニティ・カレッジにおける職業サーティフィケート課程は、ISCED4Cレベルの職業教育であり、卒業時には職業サーティフィケート（Vocational Certificate）が発行される。

## イギリス
イギリスの継続教育にて発行される高等国家サーティフィケート（Higher National Certificate）は、資格単位フレームワーク(QCF)においてレベル4とされる。

## オーストラリア
オーストラリアでは、CertificateはIからIVまで存在し、それぞれ豪州資格フレームワーク（AQF）のレベル1～4に相当する。
- サーティフィケート1（AQF1） - 基本的な基礎知識および作業技能を持っている。0.5～1年間の課程。
- サーティフィケート2（AQF2） - 指定されたルーチンワークをこなすことができる。0.5～1年間の課程。
- サーティフィケート3（AQF3） - 理論・実践的な幅広い知識と技能があり、非ルーチンワークを任せられる。1-2年間の課程。
- サーティフィケート4（AQF4） - 専門的な知識・技能があり、成果物に対して責務を持てる。0.5-2年間の課程。

## 日本
履修証明制度は、2007年の学校教育法の改正で新設された新たな制度であり、主に大学や大学院、生涯学習を行う教育機関において設置された特定の教育プログラムを履修し、規定された科目群を単位取得するなど、プロクセラムの定める要件を修了することによって履修証明書の発行を受けられるものである。履修証明(Certificate)を受けた者は厚生労働省の定めるジョブ・カードにその旨を記載することができる。
従来、日本の資格の中では、大学の科目等を修了することによって特定の職種につくための国家資格としての社会福祉主事任用資格や、特定の専門職らで構成する非営利法人等が定める資格（認定心理士、社会調査士など。なお、このふたつの資格取得には履修証明書提出の上、さらに申請を要する）、を認定或いは修得することが可能なものがあった。これらの資格制度は履修証明制度の先駆けともいえるものであるといえる。履修証明制度の創設はこれら既存の資格に適用する上でも期待されよう。但し、新たに出来た履修証明制度は、ジョブ・カードと連動し、就職や生涯学習等に貢献するプログラム教育を前提としており、独自のプログラムを創設し、それぞれの職業分野で資することが期待されているところである。
その点、履修証明制度の創設前より、独自の専門プログラムを創設し、修了者に認証状を発行してきた放送大学の科目群履修認証制度（放送大学エキスパート）は、まさにそのモデル・ケースといえ、実際、2008年からは放送大学の同制度もこの履修証明制度に対応し、履修証明制度の一環として実施されているところである。
また、星槎大学などでも履修証明制度に対応する独自の制度として支援教育専門士養成プログラムを設置し、すべての科目を履修し修了すると、履修証明書の発行を受けることができる仕組みを構築している。
さらに、2011年からは一般財団法人地域公共人材開発機構と連携する京都府立大学、同志社大学、龍谷大学ら京都府内の公立・私立大学にて、地域の公共政策に資する人材育成を目的として、一定の科目群を履修し修了することで地域公共政策士等の資格称号を認定する資格教育プログラムを実施するようになった。
また、必ずしも履修証明制度の一環と明言されているわけではないが、東京大学でも海洋アライアンスという大学院学生や学外者を対象とした履修認定プログラムを設定、海洋学に関連する科目を履修し一定要件を満たすと、修了証が発行される。
これら履修証明制度は創設されたばかりであり、雇用や生涯学習にどの程度貢献しているか、依然、その成果は定かとはいえないが、近年は国公立大学・私立大学等でも生涯学習の機会を提供し、この履修証明制度に対応したプログラムを実施する例も増えており、同制度により、必ずしも大学等の卒業を前提とせず、かつ、就職や生涯学習に資する教育の充実、或いは多様な学びの機会を提供に資することが期待されているところである。
大学の、課程として履修した場合は、単位修得証明書の形で、履修証明が発行される場合もある。または、特別支援教育支援員の大学認定資格の場合は、必要な単位を修得することによって、「基礎講座修了証明書」のような形で取得が可能となっているケースもある（後者の場合は、単位修得証明書を対外的に出すものではないため）。

### 大学別科
日本の大学別科、短期大学別科は、サーティフィケート取得を目的とした1年以上の教育課程であり、ISCED-4レベルの中等以降高等以前教育に位置づけられ、修了時に学位は発行されない。